# أليكساندر مارتينز
أليكساندر مارتينز (بالبرتغالية: Domingos Alexandre Martins Costa‏) (6 سبتمبر 1979 غيمارايش البرتغال - ) هو لاعب كرة قدم برتغالي يلعب كمدافع.

## روابط خارجية
- أليكساندر مارتينز على موقع قاعدة بيانات كرة القدم.إي يو (الإنجليزية)
- أليكساندر مارتينز على موقع قاعدة بيانات كرة القدم.إي يو (الإنجليزية)
- أليكساندر مارتينز على موقع بيانات كرة القدم. دي إي (الألمانية)
- أليكساندر مارتينز على موقع ناشيونال فوتبول تيمز (الإنجليزية)
- أليكساندر مارتينز على موقع Soccerway.com (الإنجليزية)
- أليكساندر مارتينز على موقع عالم كرة القدم.نت (الإنجليزية)